# Rocket Skates
«Rocket Skates» (en español, Patines-cohete) es el primer sencillo de Diamond Eyes, sexto álbum de estudio de Deftones. Fue lanzado el 23 de febrero de 2010 mediante descarga gratuita limitada en su página web. Es la primera canción de este grupo californiano con la ausencia de su anterior bajista, Chi Cheng, y el primero con Sergio Vega, quien está sustituyendo a este último debido a su estado de coma tras un accidente de tráfico en el año 2008.

## Video musical
El video musical de la canción fue dirigido por Timothy McGurr y producido por Kenzo Digital.

## Lista de canciones
Sencillo digital
1. "Rocket Skates" – 4:14

7" sencillo
1. "Rocket Skates" – 4:14
2. "Rocket Skates" (M83 remix) – 5:45